# Jacopo Bellini
Jacopo Bellini (Venecia; 1396? o 1400? - 1470?) fue un pintor cuatrocentista italiano.
Hijo de un hojalatero, fue discípulo del célebre pintor Gentile da Fabriano, y es probable que lo acompañara a Florencia.  Fue padre de los también pintores Gentile Bellini y Giovanni Bellini, el Giambellino, y suegro de Andrea Mantegna. 
En 1441 trabajó en la corte de Ferrara, aunque la mayor parte de su carrera transcurrió en Venecia, donde realizó numerosas obras para iglesias, cofradías religiosas y el gobierno. A su muerte fue su hijo mayor Gentile quien se hizo cargo del taller.